# Monsieur Tranquille
Monsieur Tranquille est un personnage pour enfants créé par Roger Giguère, comédien et bruiteur.

## Émissions jeunesse
Le personnage de Monsieur Tranquille est créé en 1975 pour la série télévisée Patof raconte. C'est le nom qu'emploie Patof pour s'adresser au bruiteur Roger Giguère qu'on ne voit pas à l'écran. À l'automne 1976, Roger Giguère incarne Monsieur Tranquille comme marionnette et lui donne une voix pour la série télévisée Patof voyage.
Avec ses expressions colorées et ses mimiques impossibles, Monsieur Tranquille (Lesley de son prénom, pour le jeu de mots en joual « Laisse-lé » Tranquille) gagne rapidement le cœur des enfants. En 1977, on lui propose l'animation de sa propre série, Monsieur Tranquille. Pour mousser la popularité du personnage, on publie la même année deux albums 33 tours, divers albums à colorier et affiches, ainsi qu'une série de huit bandes-dessinées illustrées par Henri Desclez.
L'année suivante, on crée la série Le Monde de monsieur Tranquille. Se voulant plus éducative, cette série s'avère toutefois un échec et est annulée à mi-saison (principalement en raison de la concurrence avec Passe-Partout et le toujours populaire Bobino respectivement diffusés à Télé-Québec et ICI Radio-Canada Télé au même créneau horaire).
Malgré une courte carrière, Monsieur Tranquille, aura marqué l'imaginaire d'une génération de Québécois. On compte parmi ses grands succès sur disque : Faut pas me chercher (en duo avec Patof, 1976), Madame Thibault (1977), Ça va pas dans l'soulier? (1977), Les monstres (1977), Farnande (1977) et Pepperoni (1977).

## Filmographie

### Séries télévisées
- 1975-1976 : Patof raconte (série télévisée)
- 1976-1977 : Patof voyage (série télévisée)
- 1977-1978 : Monsieur Tranquille (série télévisée)
- 1978-1979 : Le Monde de monsieur Tranquille (série télévisée)

### DVD
- 2011 :  Bonjour Patof (Musicor Produits Spéciaux)

## Discographie

### Albums
| Année | Album                                     | Étiquette       | Classement | Notes                               |
| ----- | ----------------------------------------- | --------------- | ---------- | ----------------------------------- |
| 1977  | Monsieur Tranquille – Faut pas m'chercher | Les disques PAX | N°3        | Disque d'or (50 000 copies vendues) |
| 1977  | Monsieur Tranquille – Superstar           | Les disques PAX | —          |                                     |
| 1977  | Eugène – Les Chansons d'Eugène            | TM/PAX          | —          | Album d'Eugène                      |

### Simples
| Année | Simple                                                                | Étiquette       | Classement | Notes |
| ----- | --------------------------------------------------------------------- | --------------- | ---------- | --- |
| 1976  | Faut pas me chercher (Monsieur Tranquille et Patof) / Mon ami Pierrot | Campus          | —          | Simple de Patof                                                                                            |
| 1977  | Madame Thibault / Faut pas m'chercher                                 | Les disques PAX | N°1 —      | Disque d'or (50 000 copies vendues)                                                                        |
| 1977  | Madame Thibault (version disco)/ Madame Thibault (version disco)      | Les disques PAX | —          | 45 tours 12 po; Durée : 6:47; Tempo : 112 mesures par minute; Mixé par Mike Delaney au Studio Six Montréal |
| 1977  | Pepperoni (version 45 tours)/ La Chanson des martiens                 | Les disques PAX | N°21 —     | |
| 1978  | Le Monde de M. Tranquille / Il a réponse à tout                       | TMPX            | —          | |

#### En France uniquement
| Année | Simple                                                         | Étiquette | Classement | Notes                                                                          |
| ----- | -------------------------------------------------------------- | --------- | ---------- | ------------------------------------------------------------------------------ |
| 1977  | Ma'm Thibault (version disco) / Ma'm Thibault (vocal)          | Vogue     | —          | Version disco courte (±3 min)                                                  |
| 1977  | Ma'm Thibault (version disco) / Dracula Disco (Gerry Bribosia) | Vogue     | —          | 45 tours 12 po, promo hors commerce, Mam' Thibault version disco de 6 min 47 s |

#### En Australie uniquement
| Année | Simple                                                      | Étiquette | Classement | Notes                                                     |
| ----- | ----------------------------------------------------------- | --------- | ---------- | --------------------------------------------------------- |
| 1977  | Ma'm Thibault (Tranquille) / Dracula Disco (Gerry Bribosia) | Miracle   | —          | 45 tours 12 po, Mam' Thibault version disco de 6 min 47 s |

### Compilations
- 1979 : Les Super Grands Succès de monsieur Tranquille + ses trois nouvelles productions - Totem
- 2022 : Patof, volume 2 — Patof et ses amis - disques Mérite (plateformes numériques uniquement)

### Collaborations et performances en tant qu'artiste invité
- 1976 : Super Patof, avec Patof. Monsieur Tranquille interprète Faut pas me chercher (Campus, PA 49312)

### Palmarès reconstitués[2]

#### Chansons
Titre / Date / Meilleur rang atteint / Nbre de semaines au palmarès
- 1977 : Madame Thibault / 1977-01-29 / 1re position / 19 semaines au palmarès
- 1978 : Pepperoni / 1978-02-18 / 21e position / 3 semaines au palmarès

#### Album
Titre / Date / Meilleur rang atteint / Nbre de semaines au Top 30
- 1977 : Monsieur Tranquille – Faut pas m'chercher / 1977-03-05 / 3e position / 12 semaines au Top 30

### Succès à l'étranger
Outre son succès au Québec auprès des jeunes, la version disco et pratiquement instrumentale de Ma'm Thibault fut également un succès en club et connut une carrière internationale. Elle fut pressée en France puis en Australie, où elle figura d'ailleurs sur la compilation double de K-Tel intitulée Disco Fever.
Voir la discographie de Roger Giguère.

### Bandes dessinées
- 1977 : Monsieur Tranquille – N° 1, illustrations Henri Desclez, textes Claude Leclerc, éditions Héritage
- 1977 : Monsieur Tranquille – N° 2, illustrations Henri Desclez, textes Claude Leclerc, éditions Héritage
- 1977 : Monsieur Tranquille – N° 3 : Super-diva, illustrations Henri Desclez, textes Claude Leclerc, éditions Héritage
- 1977 : Monsieur Tranquille – N° 4 : Un numéro super explosif! (avec Junior Tranquille et Minibus), illustrations Henri Desclez, textes Claude Leclerc, éditions Héritage
- 1977 : Monsieur Tranquille – N° 5 : Un numéro spatial (avec Junior Tranquille et Minibus), illustrations Henri Desclez, textes Claude Leclerc, éditions Héritage
- 1977 : Monsieur Tranquille – N° 6 : Un numéro fumeux!... (11 pages de jeux et d'activités), illustrations Henri Desclez, textes Claude Leclerc, éditions Héritage
- 1978 : Monsieur Tranquille – Collection Sélection N° 8, illustrations Henri Desclez, textes Claude Leclerc, éditions Héritage
- 1978 : Monsieur Tranquille – Mini Poche, illustrations Henri Desclez, textes Claude Leclerc, éditions Héritage

## Récompenses
- 1977 : Disque d'or pour le simple Madame Thibault (50 000 copies vendues)[3]
- 1977 : Disque d'or pour l'album Monsieur Tranquille – Faut pas m'chercher (50 000 copies vendues)[4]